# Aldo Strada
Aldo Ricardo Strada (Videla, 22 de marzo de 1955-Rosario, 17 de enero de 2017) fue un dirigente sindical y político argentino.

## Trayectoria
Strada, descendiente de italianos y españoles, nació en Videla, un pueblo del norte santafesino donde su familia tenía un campo de 70 hectáreas dedicado a la producción láctea. Realizó sus estudios primarios y secundarios en la ciudad de San Justo. Se mudó a Rosario en 1973 para estudiar Agronomía. En 1975 comenzó a militar en el Peronismo de Base, dentro del Frente Estudiantil. A los 21 años hizo el servicio militar obligatorio.
Al regresar entró a trabajar a Establecimientos Textiles S.A. (Extesa) y luego a Fader. En 1979 comenzó a trabajar en la planta de Acindar en Villa Constitución. Formó parte de la comisión directiva de la Unión Obrera Metalúrgica de Villa Constitución, localidad que reunía algunas de las empresas más importantes del sector siderúrgico de Argentina.
Con respecto al trabajo y la militancia gremial durante la dictadura, Strada dijo:

Nosotros en la época de la dictadura lo que más sufríamos era estas cosas de disciplina militar que existían en la fábrica. A eso yo ya lo conocí en la planta vieja, que era donde más miedo había. [...]

Entrevistadora: en términos de las desapariciones ¿cómo se vivió?

No, eso no se sabía. De eso no se hablaba. Para nosotros no existía la represión de los compañeros. Yo tenía alguna información porque participaba de algunos movimientos que hacía con mi organización, pero que tenían que ver con los presos, de llevarles plata y todo lo demás. Pero eso lo sabía yo y no lo podía decir.
Entrevista de Belén Zapata a Aldo Strada

Fue candidato a vicegobernador de la provincia de Santa Fe en las elecciones de 1987, acompañando a Lisandro Viale en la fórmula del Frente Amplio de Liberación (Fralpi).
En 2003 fue elegido diputado provincial por el ARI. En esa función se ocupó de los conflictos del cordón industrial e impulsó la ampliación de las funciones y facultades de la que entonces era todavía la Secretaría de Trabajo provincial. Solía aseverar: "a la hora de la discusión por la distribución del ingreso, el Estado no puede ser solo mediador”.[cita requerida]
Al finalizar su tarea como diputado, volvió a la actividad sindical y poco después pasó a formar parte de la CTA de los Trabajadores, liderada por Hugo Yaski, lo que lo acercó al kirchnerismo.

## Familia
Una de sus hijas, Julia Strada, es politóloga (UNR) y política. Fue Directora del Banco Provincia de Buenos Aires [2019-2021] y del Banco Nación,actualmente es Diputada Nacional.